# Parque nacional Wollemi
El parque nacional Wollemi es el segundo más grande de Nueva Gales del Sur (Australia) y contiene las áreas salvajes más extensas. Está ubicado a 129 km al noroeste de Sídney y forma parte de la Región de las Montañas Azules, clasificada Patrimonio de la Humanidad por la Unesco.
Este es el único sitio conocido poblado por el Pino Wollemi, una especie que se pensaba extinta desde antes que Australia se separara de la Antártica, aproximadamente hace treinta millones de años, pero descubierta viva en 1994.

## Geología
El parque está ubicado en el extremo oeste de la cuenca de Sídney. Se asienta sobre cuatro estratos de roca sedimentaria. Los estratos de esta área tienen su punto más alto hacia el noroeste. A través de la mayor parte del parque los estratos Hawkesbury y Wianamatta han sufrido el efecto de la erosión dejando visible el estrato Narrabeen. El paisaje del parque está dominado por valles profundos, cañones, riscos y cascadas.
El parque nacional Wollemi es de gran importancia para mantener la calidad de muchos ríos tributarios de los ríos Hawkesbury, Goulburn y Hunter. Por el parque fluyen muchos ríos, entre ellos el Wolgan, Colo y Capertee que fluyen hacia fuera del parque. El río Colo es considerado como el último río no contaminado de Nueva Gales del Sur, debido a que prácticamente todos sus afluentes provienen del parque nacional Wollemi.